# Robert Gallery
Robert J. Gallery (Masonville, 26 luglio 1980) è un ex giocatore di football americano statunitense che ha giocato nel ruolo di offensive guard per otto anni nella National Football League. Fu scelto come secondo assoluto dagli Oakland Raiders nel Draft NFL 2004. Al college ha giocato a football all'Università dell'Iowa.

## Carriera universitaria
Gallery giocò con gli Iowa Hawkeyes, squadra rappresentativa dell'Università dell'Iowa, dalla stagione 1999 alla 2003.
Riconoscimenti: 
- (1) Outland trophy, assegnato al miglior giocatore della linea offensiva della NCAA della stagione 2003.

## Carriera professionistica

### Oakland Raiders

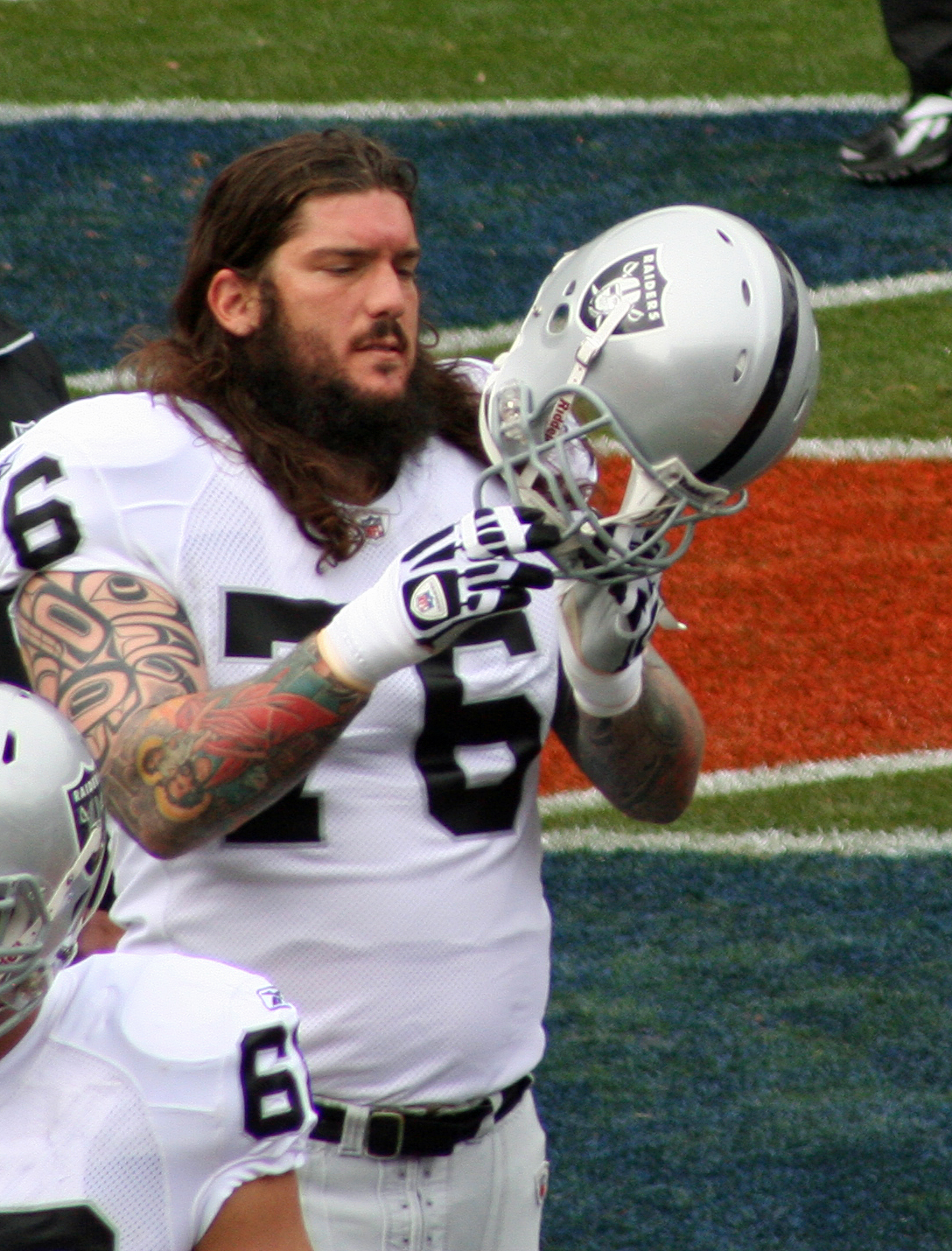
Gallery con la maglia dei Raiders.

Al draft NFL 2004 fu selezionato dagli Oakland Raiders come 2a scelta assoluta. Debuttò nella NFL il 12 settembre 2004 a Pittsburgh contro i Pittsburgh Steelers nel ruolo di tackle di destra indossando la maglia numero 76.
Nella stagione 2006 passò da tackle di destra a tackle di sinistra, facendo registrare un calo nelle proprie prestazioni.
Nella stagione 2007 venne spostato da tackle a guard a sinistra. Questo spostamento ebbe effetti positivi sul suo gioco e sulle sue prestazioni
Il 20 settembre 2009 si ruppe il perone solamente dopo 2 partite della stagione regolare. L'infortunio lo costrinse a saltare ben 6 partite. Rientrò il 15 novembre contro Kansas City Chiefs.  
Il 6 dicembre si infortunò a Pittsburgh contro gli Steelers nella parte inferiore della schiena. Il 12 dello stesso mese fu messo sulla lista infortunati. Chiuse la stagione con 6 partite, giocate tutte da titolare.
Nella stagione 2010 dopo la partita iniziale della stagione regolare, Gallery accusò un infortunio al muscolo posteriore della gamba che lo tenne fuori dai campi di gioco per 4 partite.

### Seattle Seahawks
Il 27 luglio 2011, Gallery firmò coi Seattle Seahawks un contratto triennale. Coi Seahawks giocò 12 partite, tutte da titolare. Il 14 marzo 2012 venne svincolato.

### New England Patriots
Il 19 marzo 2012, Gallery firmò con i New England Patriots. Il 5 agosto, durante il training camp dei Patriots, il giocatore annunciò il proprio ritiro dal football professionistico dopo otto anni di carriera tormentati dagli infortuni.

## Statistiche
Stagione regolare
Legenda: 
- PG=Partite giocate
- PT=Partite da titolare.

| Stagione | Squadra          | PG | PT |
| -------- | ---------------- | -- | -- |
| 2004     | Oakland Raiders  | 16 | 15 |
| 2005     | Oakland Raiders  | 16 | 16 |
| 2006     | Oakland Raiders  | 10 | 10 |
| 2007     | Oakland Raiders  | 16 | 16 |
| 2008     | Oakland Raiders  | 16 | 16 |
| 2009     | Oakland Raiders  | 6  | 6  |
| 2010     | Oakland Raiders  | 12 | 12 |
| 2011     | Seattle Seahawks | 12 | 12 |

## Palmarès
- PFWA All-Rookie Team - 2004

## Statistiche
| Partite totali             | 104 |
| Partite totali da titolare | 103 |
| Fumble recuperati          | 1   |